# Brevipalpus rostratus
Brevipalpus rostratus är en spindeldjursart som beskrevs av De Leon 1961. Brevipalpus rostratus ingår i släktet Brevipalpus och familjen Tenuipalpidae. Inga underarter finns listade.